# Rundsileshår
Rundsileshår eller daggört (Drosera rotundifolia) är en växtart i familjen sileshårsväxter med stort utbredningsområde i Europa, Asien och Nordamerika. Arten förekommer i hela Sverige, men är mer sällsynt i fjälltrakterna. Den är en utpräglad myrväxt. 
Det är en liten, flerårig ört med ovanligt utseende på grund av runda, långskaftade rosettblad. De är fullsatta med stora glittrande körtelhår som liknar vätskedroppar (därav namnet "soldagg"). Rundsileshår har en eller flera trådsmala stänglar från en kort och svag jordstam och låg, ensidig klase av små blommor med samma talförhållanden som hos violer (5 foder-, 5 kron-, 5 ståndar- och 3 fruktblad), - dock är hyllet inte mono-, utan allsidigt symmetriskt ("akrinomorft") - samt slutligen ett enrummigt, 3-bladigt fröhus med mycket små och lätta ("filspånslika") frön.

## Hybrider
Rundsileshår bildar hybrider med småsileshår (D. intermedia) och dessa har fått namnet Drosera ×beleziana E.G.Camus. Även hybrider med storsileshår (D. anglica) förekommer och dessa har fått det vetenskapliga namnet Drosera ×obovata Mert. & W.D.J.Koch.

## Synonymer
Drosera rotundifolia var. corsica Briq.
Drosera rotundifolia var. furcata Y. Z. Ruan.
Rossolis rotundifolia (L.) Moench
Rorella rotundifolia (L.) All.
I Värmland kallas denna växt dialektalt tätmjölksgräs, i Västerbotten tätgräs  p.g.a. dess användning för att täta mjölk (täta = göra tjock); se långmjölk.

## Externa länkar

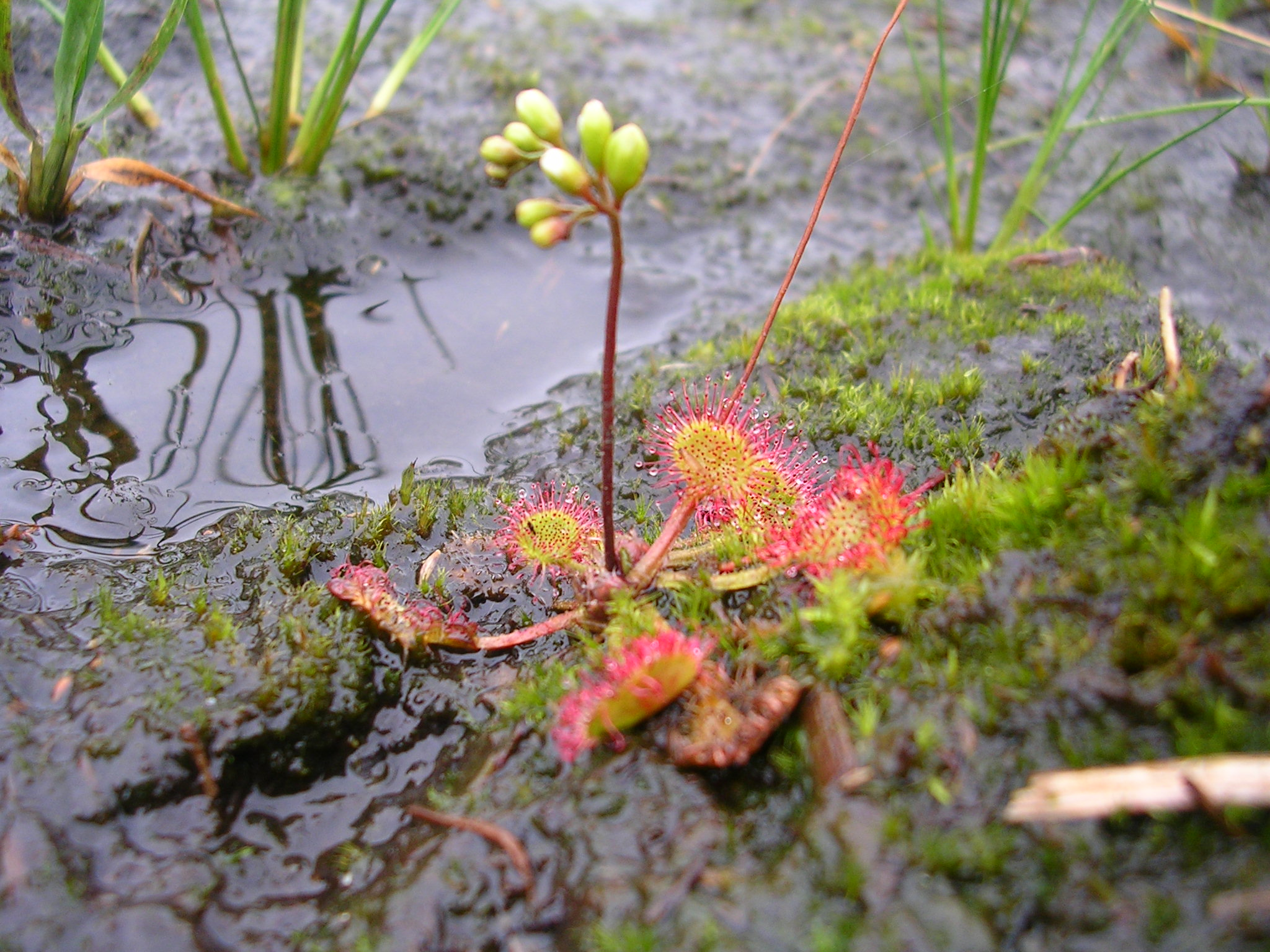
Blommande rundsileshår.

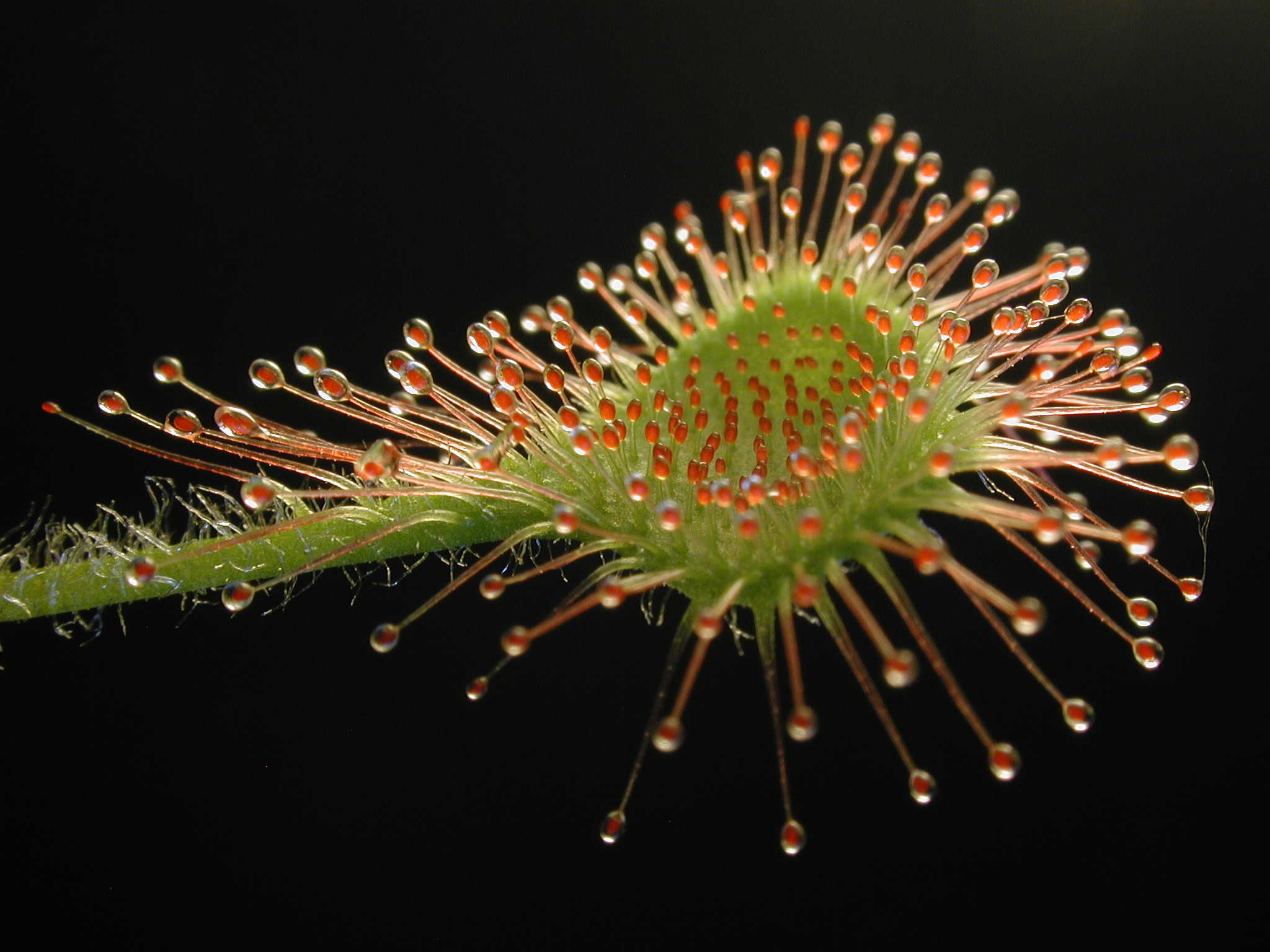
Blad av rundsileshår.